# Canadian Tire
Canadian Tire Corporation (CAC) ist ein kanadisches Einzelhandelsunternehmen mit Sitz in Toronto. Das Unternehmen ist im Aktienindex S&P/TSX 60 gelistet.

## Geschichte

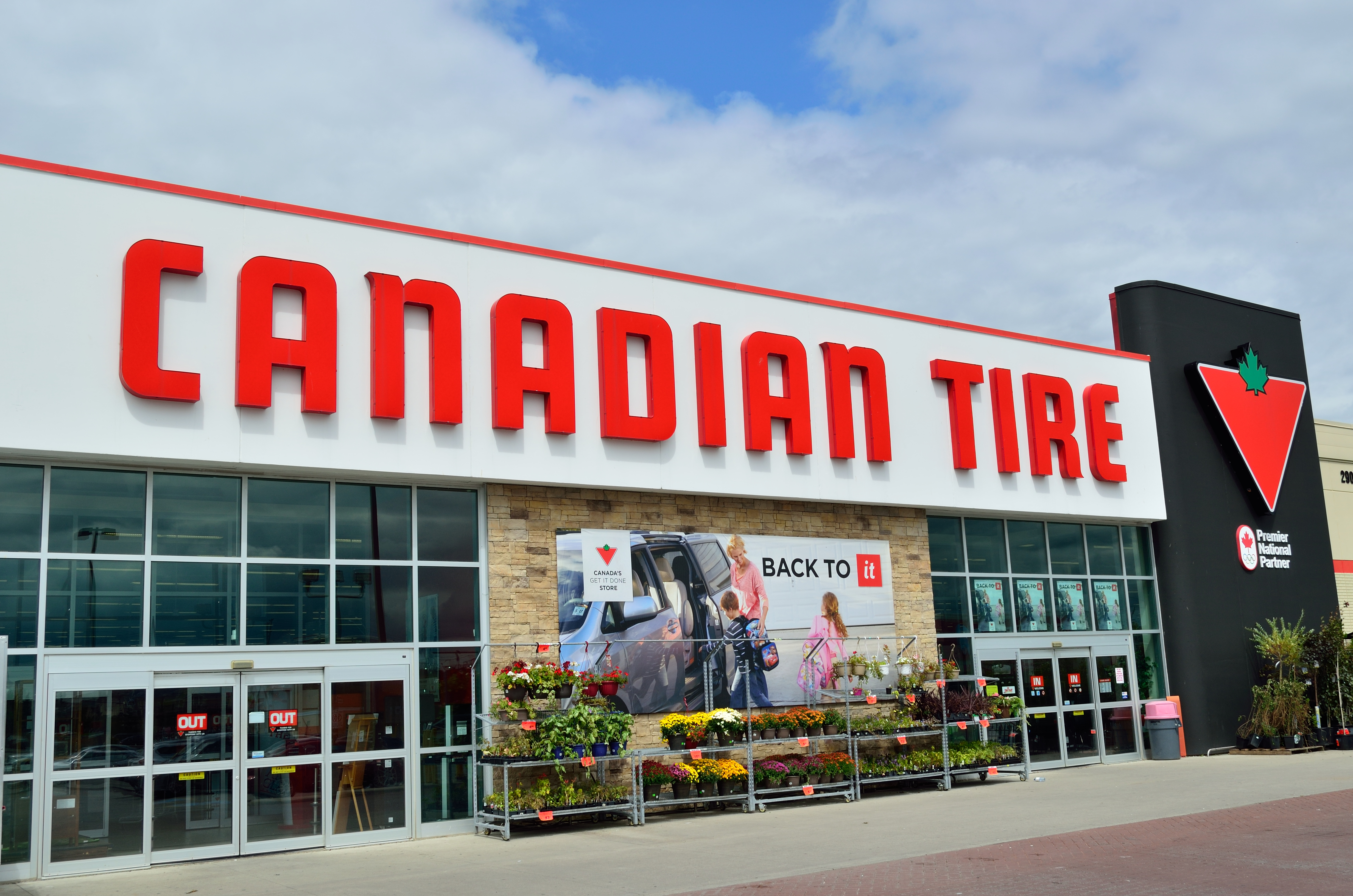
Canadian Tire Filiale

Das erste Canadian Tire Geschäft wurde am 15. September 1922 in Toronto von J. William Billes und Alfred J. Billes unter dem Namen Hamilton Tire and Garage Ltd. eröffnet. Das Geschäft befand sich an der Ecke der Yonge and Isabella Street. Die beiden Geschäftspartner investierten 1.800 Dollar. 1928 wurde der erste Katalog herausgegeben. 1934 wurde die zweite Filiale in Hamilton (Ontario) eröffnet. 1937 wurde der Hauptsitz in die Yonge Street/Church verlegt, wo sich auch heute noch ein Canadian-Tire-Geschäft befindet. In den folgenden Jahren wuchs das Filialnetz des Unternehmens kontinuierlich auf 482 Geschäfte.
Das Unternehmen expandierte in die Vereinigten Staaten. Im Jahre 1980 übernahm das Unternehmen die White-Auto-Store-Einzelhandelkette, die vorwiegend in Texas operierte. Canadian Tire investierte rund 200 Millionen Dollar für die Übernahme. 1991 beschloss das Unternehmen, in den Vereinigten Staaten zu expandieren und eröffnete weitere 100 bis 120 White-Auto-Store-Filialen im mittleren Westen der Vereinigten Staaten. Canadian Tire wuchs 1994 durch ihre Expansion. In den vergangenen fünf Jahren erwirtschaftete das Unternehmen hohe Umsätze und ermöglichte ihren Aktieninvestoren eine Rendite von 286 %.
2018 erwarb Canadian Tire den norwegischen Bekleidungshersteller Helly Hansen laut einer Mitteilung für 985 Mio. CAD (644 Mio. Euro) und übernahm Schulden in Höhe von 50 Mio. CAD von der Pensionskasse Ontario Teachers’ Pension Plan.

## Unternehmenssparten

### Canadian Tire Retail
Das Unternehmen betreibt 491 Einzelhandelsmärkte in Kanada. Seit 2003 wurden viele Shops grundlegend saniert und modern gestaltet. Der größte Canadian Tire Store befindet sich in Dartmouth, Nova Scotia. Im Mai 2011 wurden die Geschäfte von Forzani Group, der Sportartikel in seinen Filialen verkauft hat, aufgekauft.

### Partsource Automotive stores
Canadian Tire betreibt rund 87 Fachgeschäfte für Autoteile und Autoteilezubehör. Die Fachgeschäfte befinden sich in Nova Scotia, Ontario, Manitoba, Saskatchewan und Alberta.

### Canadian Tire Financial Services
Canadian Tire Financial Services (CTFS) ist die unternehmenseigene Finanzierungsbank des Unternehmens. Diese ermöglicht den Verbrauchern günstige Finanzierungsangebote bei größeren Einkäufen anbieten zu können. Im Unternehmensverlauf, bot die CTFS weitere Dienstleistungen an wie Kleinkredite für Verbraucher, Versicherungen und Kreditkartenausgabe. Im Jahr 2008 wurde die Canadian Tire Financial Services zum Top 100-Arbeitgeber gewählt.

### Canadian Tire Petroleum

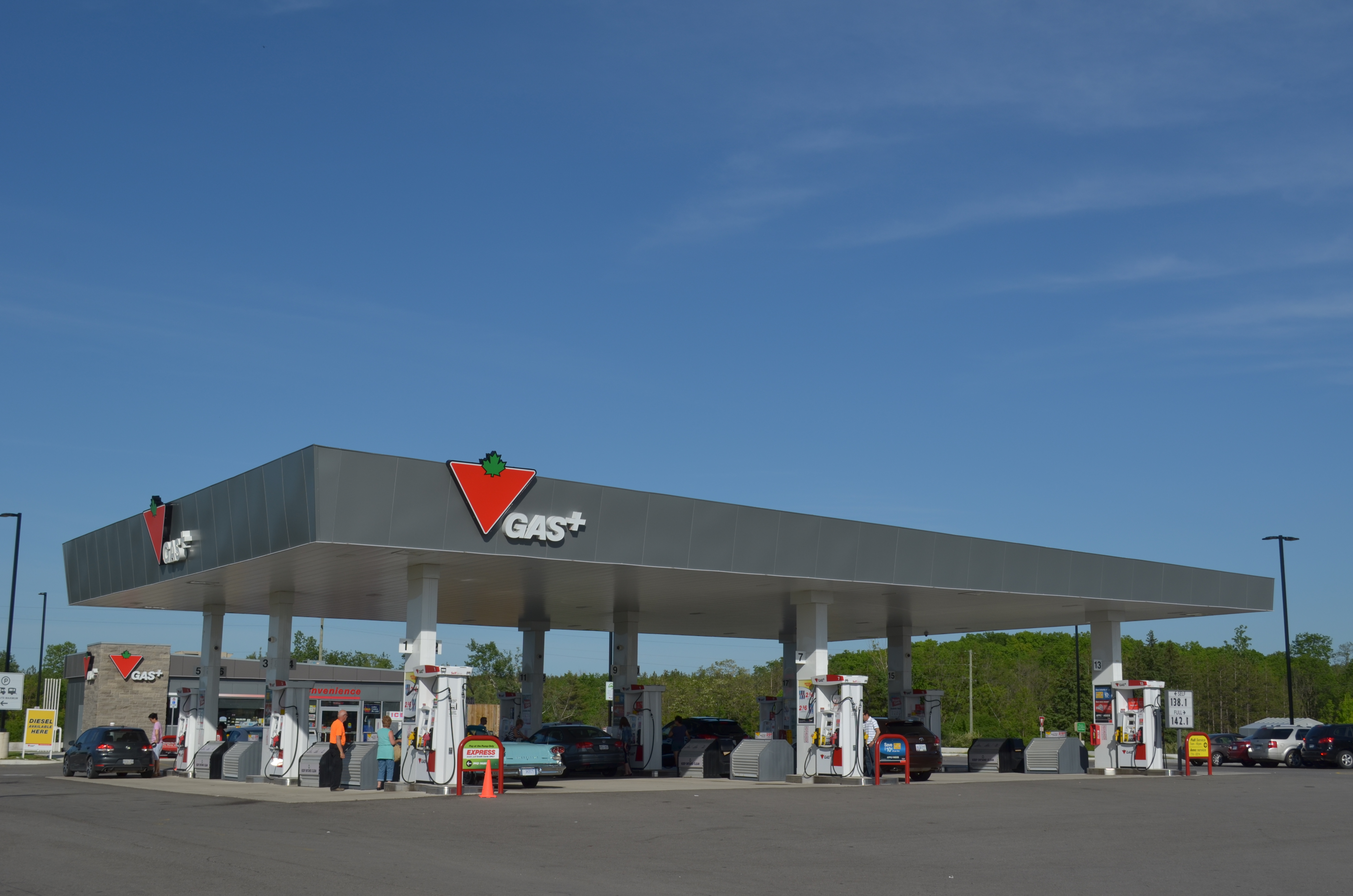
Canadian Tire Tankstelle

Canadian Tire Petroleum betreibt Tankstellen und Waschstraßen in Kanada. Die erste Tankstelle eröffnete im Jahre 1958. Canadian Tire Petroleum betreibt 273 Tankstellen und Waschstraßen in Kanada. Somit zählt das Unternehmen zum größten Tankstellenbetreiber in Kanada. In Ontario betreibt Canadian Tire Petroleum ein Netzwerk von Pitstop-Werkstätten, in denen mehrere kleinere Services wie Ölwechsel und andere kleinere Reparaturen angeboten werden. Canadian Tire war der welterste Einzelhandelsbetreiber, der eigene Tankstellen betrieben hat, die sich in der Nähe eines Einkaufszentrums befanden. Dieses Geschäftsmodell wurde von vielen übernommen, z. B. von Wal-Mart, Home Depot, Real Canadian Superstore/Loblaw's und Safeway.

### Mark’s Work Wearhouse
Mark’s Work Wearhouse ist Kanadas größtes Fachgeschäft für Business-, Arbeits- und Freizeitkleidung für Männer und Frauen. Es werden insgesamt 378 Fachgeschäfte in Kanada betrieben.